# 칼 16세 구스타프
칼 16세 구스타프(스웨덴어: Carl XVI Gustaf, 1946년 4월 30일 ~ )는 스웨덴 베르나도트 왕가 출신의 현 국왕(재위: 1973년 9월 15일 ~ )이다.

## 생애
구스타프 아돌프 왕자와 지빌라 왕자빈의 1남 4녀 중 막내아들로 태어났으나 1살도 안 되어 코펜하겐 공항 비행기 사고로 아버지를 잃었다.
1950년에 왕자가 되었고, 사관 후보생 학교와 웁살라 대학교에서 수학하였다. 프랑스에 유학을 다녀온 후에 1968년 해군 사관으로 임관되었다.
1973년 9월 19일, 조부의 뒤를 이어 국왕에 올랐으며 '칼(Carl)'을 왕명으로 하였다. 이듬해 헌법 개정으로 행정권 및 군통수권 등의 실권을 상실해 국민 통합의 상징이자 군림하나 통치하지 않는 입헌 군주가 되었다.
1976년 6월 19일, 1972년 뮌헨 하계 올림픽에서 처음 만나 화제가 된 독일의 브라질계 통역사 겸 사회자인 실비아 좀멀라트와 결혼하여 1남 2녀를 두었다. 2018년 4월 26일에 망누스 4세가 기록했던 44년 222일의 재위 기간을 넘어서면서 스웨덴 역사상 가장 오랫동안 재위한 군주가 되었다.

## 업적
칼 16세 구스타프의 즉위는 스웨덴 왕실의 역할이 근본적으로 변할 때에 일어났다. 1975년 이전의 헌법 아래에서 국왕 자신은 국가 행정에서 형식적인 역할을 실행하였는 데, 그예로 국가 의회들의 지배, 정부의 결정에 조인, 군사의 지휘, 현재 내각의 사임에 새로운 정부를 성립할 이들의 임명 등이다.
새 헌법의 법률은 1973년에 제정되었고, 1975년 1월 1일에 실시되어 이 모든 임무들을 국왕에게 상징적 직무와 함께 맡기게 되었다.